# Malperia
Malperia, monotipski biljni rod iz porodice glavočika smješten u podtribus Alomiinae, dio tribusa Eupatorieae, potporodica Asteroideae. Jedina vrsta je M. tenuis iz Kalifornije i sjeverozapadnog Meksika (Baja California Norte, Baja California Sur, Sonora)

## Opis
Malperia ima jednu vrstu koja se javlja u krajnjoj južnoj Kaliforniji i sjeverozapadnom Meksiku. Biljke su pustinjske, jednogodišnje i imaju uske cjevaste vjenčiće i papus od 3 duge osi koje su krilate pri dnu zajedno s izmjeničnim kratkim ljuskama.

## Sinonimi
- Hofmeisteria tenuis (S.Watson) I.M.Johnst.; Proc. Calif Acad. Sci. Ser. 4. 12: 1188 (1924)